# Mars (Gackt-album)
A Mars Gackt japán énekes második szólólemeze, mely 2000. április 26-án jelent meg a Nippon Crown kiadónál. A lemez 3. helyezett volt az Oricon heti slágerlistáján és 5 hétig szerepelt rajta. Aranylemez lett. Az albumról kimásolt Vanilla című kislemez negyedik helyen végzett a slágerlistán, és tíz hétig szerepelt rajta. 2000. február 9-én és 16-án két újabb kislemez látott napvilágot, a Mirror és az Oasis. Kilencedik, illetve hetedik helyen végeztek és hat hétig voltak a listán.

## Számlista
Az összes szám szerzője Gackt C. 
| #   | Cím                                                                                              | Hossz |
| --- | ------------------------------------------------------------------------------------------------ | ----- |
| 1.  | Ares                                                                                             | 1:35  |
| 2.  | Asrun Dream                                                                                      | 4:28  |
| 3.  | Emu: for my dear (絵夢〜for my dear〜 (); „Dreamscapes: for my dear”)                            | 6:05  |
| 4.  | U+K                                                                                              | 4:21  |
| 5.  | Vanilla (Mars Ver.)                                                                              | 4:10  |
| 6.  | Freesia ~op.1~                                                                                   | 2:39  |
| 7.  | Freesia ~op.2~                                                                                   | 1:57  |
| 8.  | Illness Illusion                                                                                 | 3:12  |
| 9.  | Mirror (Mars Ver.)                                                                               | 5:25  |
| 10. | Dears                                                                                            | 4:18  |
| 11. | Oasis (Mars Ver.)                                                                                | 4:38  |
| 12. | Kono daremo inai heja de (この誰もいない部屋で (Kono Daremo Inai Heya de); „In This Empty Room”) | 7:13  |